# Renault Dauphine
Renault Dauphine — автомобиль французской компании Renault, выпускавшийся с 1956 по 1967 годы. Существовала «люксовая» версия Dauphine — Renault Ondine, выпускавшаяся с 1960 по 1962 годы. Renault Dauphine собирался во многих странах мира, таких как Австралия, Мексика, Бельгия и Ирландия и по лицензии в Италии, Бразилии, Испании, Аргентине, Израиле, США и Японии. Спортивную версию автомобиля, которая получила название Dauphine Gordini, оснащали 4-ступенчатой коробкой передач (на серийном Dauphine она была 3-ступенчатая), дисковыми тормозами на все колеса и более мощным двигателем. В 1962—1963 годах выпускалась гоночная модель R1093. Всего было выпущено 2 150 738 автомобилей

## История
Разрабатывать Dauphine начали в 1951 году в качестве замены очень популярной Renault 4CV. Перед началом работы надо проектом был проведен социальный опрос, результатом которого было выявлено два критерия: основным определяющим моментом при покупке автомобиля является его цена, вторым — расходы на его содержание. Кроме того, опрос показал, что 70 % французских автовладельцев были бы довольны скоростью в 110 км/ч. В итоге было принято решения о создании четырехместного автомобиля с большим багажником, максимально легкого и дешевого в эксплуатации, с максимальной скоростью в 115 км/ч и потреблением менее 7 литров бензина на 100 км. Ради удешевления перед конструкторами ставилась задача сохранить максимальную совместимость нового автомобиля с 4CV (существует версия, что именно по этой причине в Dauphine была применена заднемоторная компоновка). При этом проект изначально не ставил целью заменить на рынке 4CV, который на тот момент еще пользовался спросом. Предполагалось сделать машину для тех, кого не устраивал 4CV, но у которых не было денег на Renault Frégate. Проект получил кодовый номер «109». Сначала была создана модель в масштабе 1/8, работу над которой продолжали в основном дизайнеры, потом была создана полномасштабная гипсовая модель, на которой производили подгонку элементов и проверяли эргономику. Кроме гипсовой модели, работы велись также и на моделях из дерева. Первый прототип появился в 1952 году, и в марте 1956 года первый автомобиль сошел с конвейера. Dauphine имел несущий четырехдверный кузов седан, был на 300 мм длиннее, чем 4CV, и имел тот же самый двигатель, хотя его объем был увеличен с 760 кубических сантиметров до 845. Мощность увеличилась с 19 л. с. (14 кВт) до 30 л. с. (24 кВт). Несмотря на это, Dauphine получился тихоходным, максимальная скорость составляла 115 км/ч (существовала также модификация с мотором 26,5 л. с. и максимальной скоростью 109 км/ч), а до «сотни» он разгонялся за 32 секунды. Французы пытались улучшить ситуацию, в 1958 году выпустив «спортивную» версию Gordini мощностью 32, а позднее 37 л. с. В ходе модернизации 1963 года даже самый слабый Dauphine получил двигатель в 33 л. с.

## Спортивные победы
- 1956 год, женский экипаж Жильберты Тирион победил в первом Ралли Корсики на серийном Dauphine.[5]
- 1958 год, Жак Фере и Ги Монрэйсс победили в ралли Монте-Карло и Tour de Corse. Gordini R1091, победившей в этих гонках, был первым специально подготовленным заводом раллийным автомобилем.
- 1959 год, экипаж Пьера Орсини побеждает в ралли Tour de Corse на Gordini R1091.
- 1962 год, экипаж Пьера Орсини побеждает в ралли Tour de Corse на R1093.

## Модификации по годам
| Год  | Модель                 | Заводской номер       |
| ---- | ---------------------- | --------------------- |
| 1956 | Dauphine R1090         | 1 — 41 264            |
| 1957 | Dauphine R1090         | 41 265—189 186        |
| 1958 | Dauphine R1090         | 189 187—427 358       |
| 1958 | Dauphine Gordini R1091 | 1 — 760               |
| 1959 | Dauphine R1090         | 427 359—771 055       |
| 1959 | Dauphine Gordini R1091 | 761 — 8 439           |
| 1960 | Dauphine R1090         | 771 056 — 1 196 523   |
| 1960 | Dauphine Gordini R1091 | 8 440 — 26 430        |
| 1961 | Dauphine R1090         | 1 196 524 — 1 218 374 |
| 1961 | Ondine R1091A          | 1 218 375 — 1 467 227 |
| 1961 | Dauphine Gordini R1091 | 26 431 — 26 436       |
| 1961 | Ondine Gordini R1091A  | 26 437 — 63 440       |
| 1962 | Dauphine R1090         | 1 467 228 — 1 679 500 |
| 1962 | Ondine R1091A          | 1 467 228 — 1 679 500 |
| 1962 | Ondine Gordini R1091A  | 63 441—107 711        |
| 1962 | R1093                  | 1 — 1650              |
| 1963 | Ondine R1091A          | 1 679 501 — 1 742 500 |
| 1963 | Ondine Gordini R1090A  | 107 712—138 000       |
| 1963 | R1093                  | 1651 — 2140           |
| 1964 | Remplace R1090 (R1094) | 8 577 — 62 579        |
| 1965 | Remplace R1090 (R1094) | 62 580 — 75 480       |
| 1966 | Remplace R1090 (R1094) | 75 481 — 75 853       |
| 1966 | R1095                  | 27 652 — 41 991       |
| 1967 | R1095                  | 41 992 — 51 835       |

По данным

## Производство по лицензии

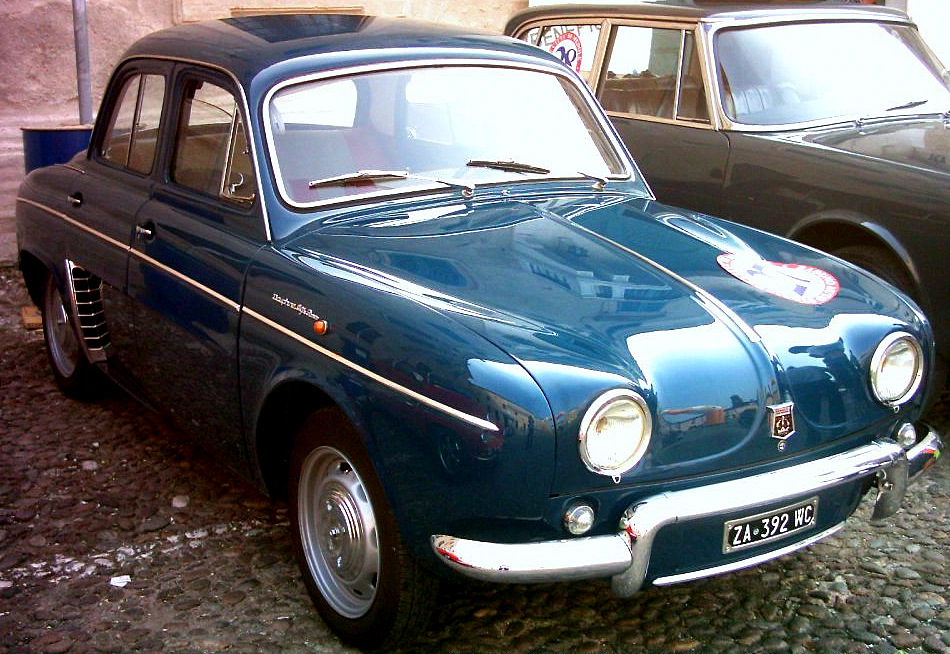
Dauphine Alfa Romeo

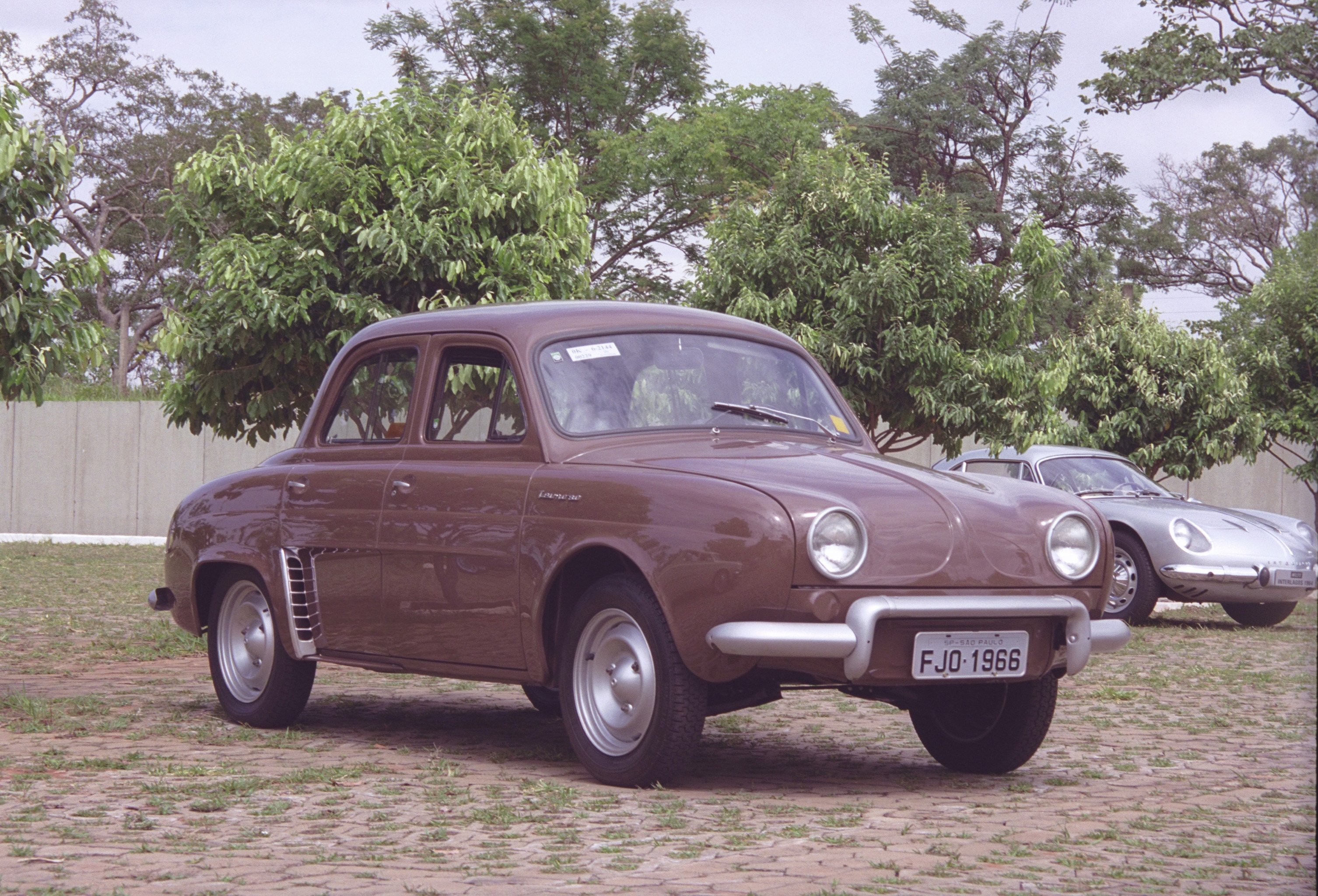
Бразильский вариант Renault Teimoso 1966

- В Бразилии компания Willys-Overland по лицензии Renault выпускала Dauphine (1959—1965), Gordini (1962—1968), R1093 (1963—1965), упрощенную модель Dauphine под именем Teimoso (1965—1967). Всего в Бразилии было выпущено около 75 000 машин.[8]
- В Японии Hino Motors выпускала модель Contessa 900, созданную на базе Dauphine по лицензии Renault.
- На базе Dauphine в США был создан электромобиль Henney Kilowatt.
- В Италии автомобиль выпускался по лицензии компанией Alfa Romeo под именем Alfa Romeo Dauphine и Alfa Romeo Ondine c 1959 по 1964 годы. Основным отличием от французской версии была измененная система электропитания от Magneti Marelli и другой головной свет.[9][10][11]

## Галерея

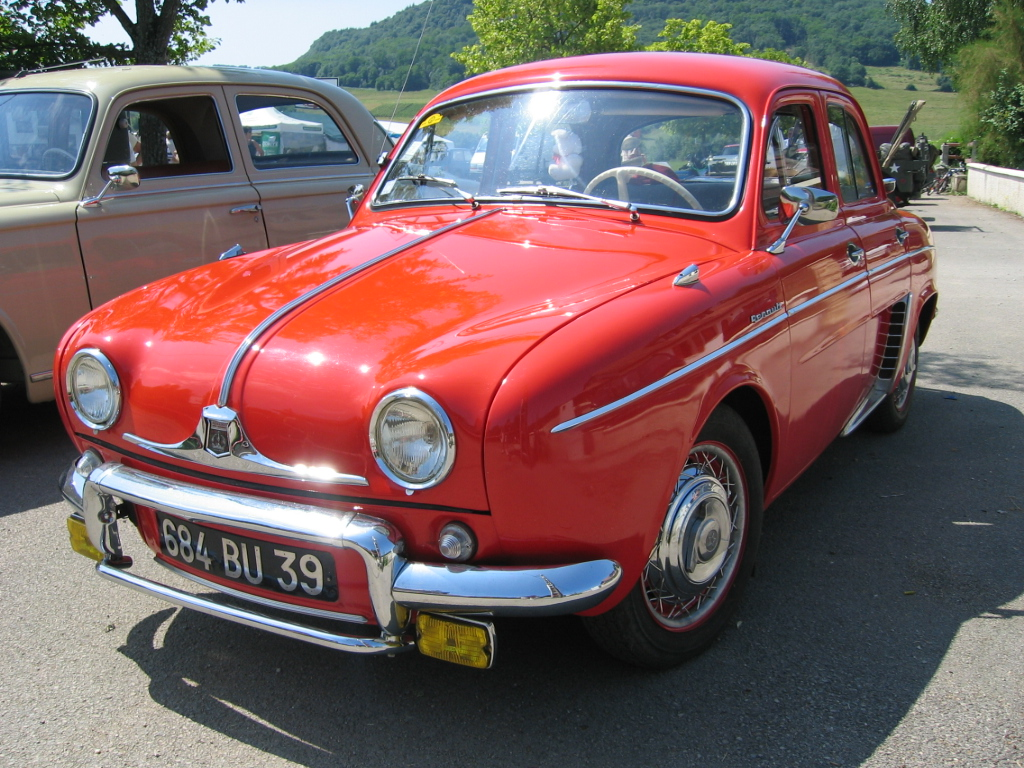
Renault Dauphine
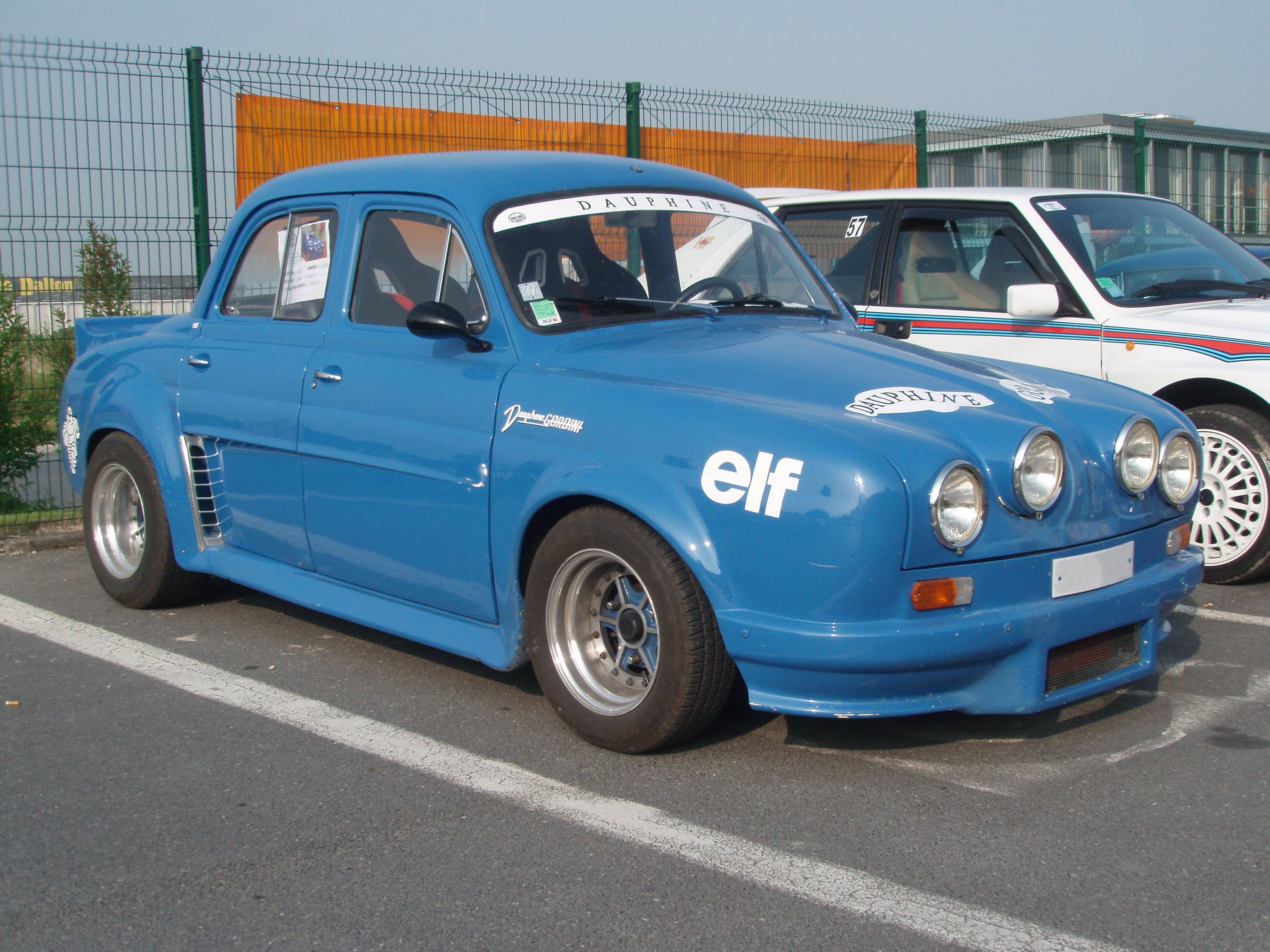
Renault Dauphine Gordini
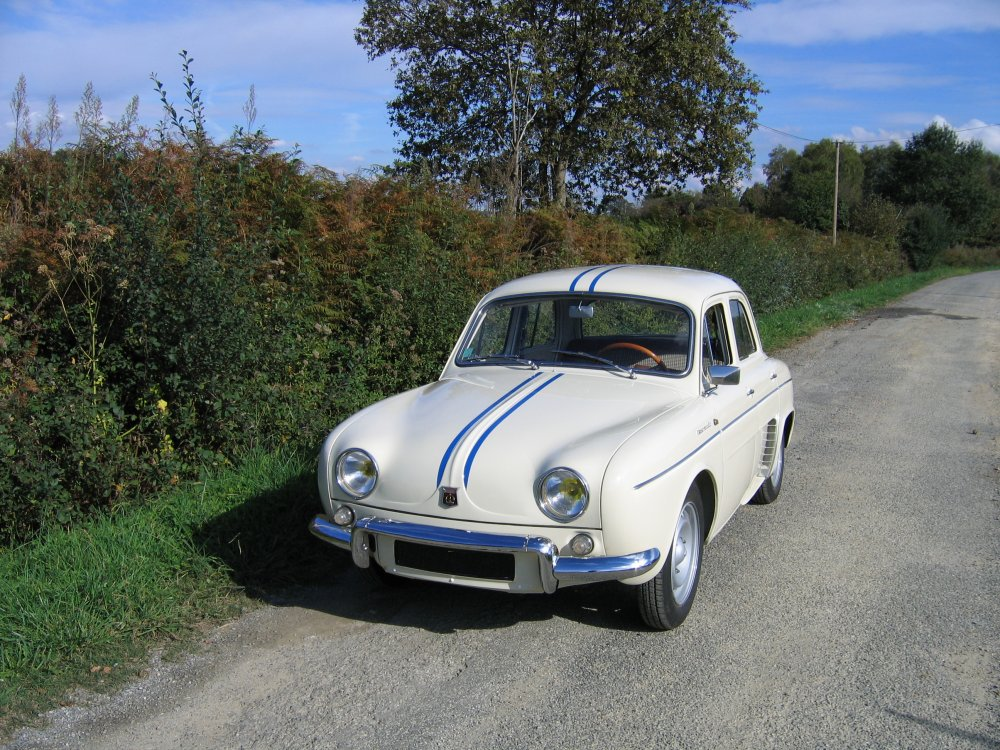
R1093
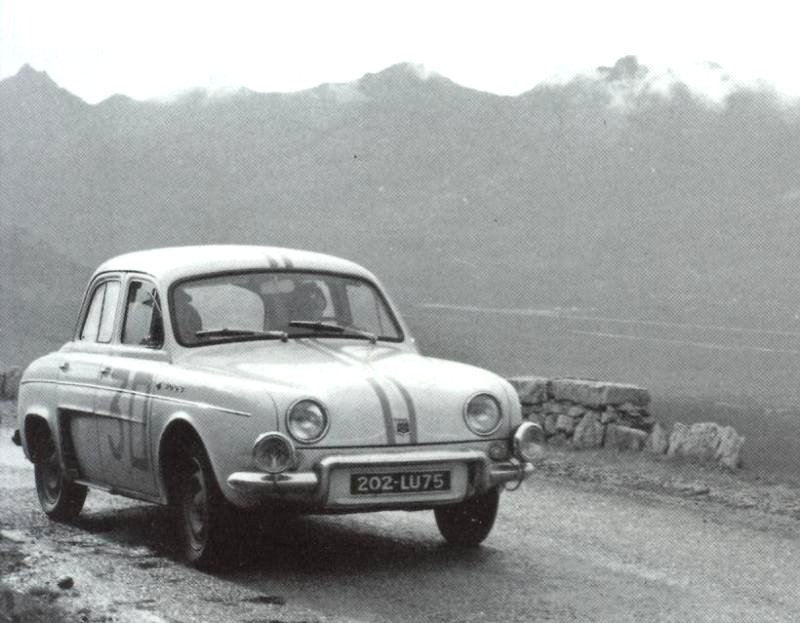
R1093 на ралли Tour de Corse в 1962 году
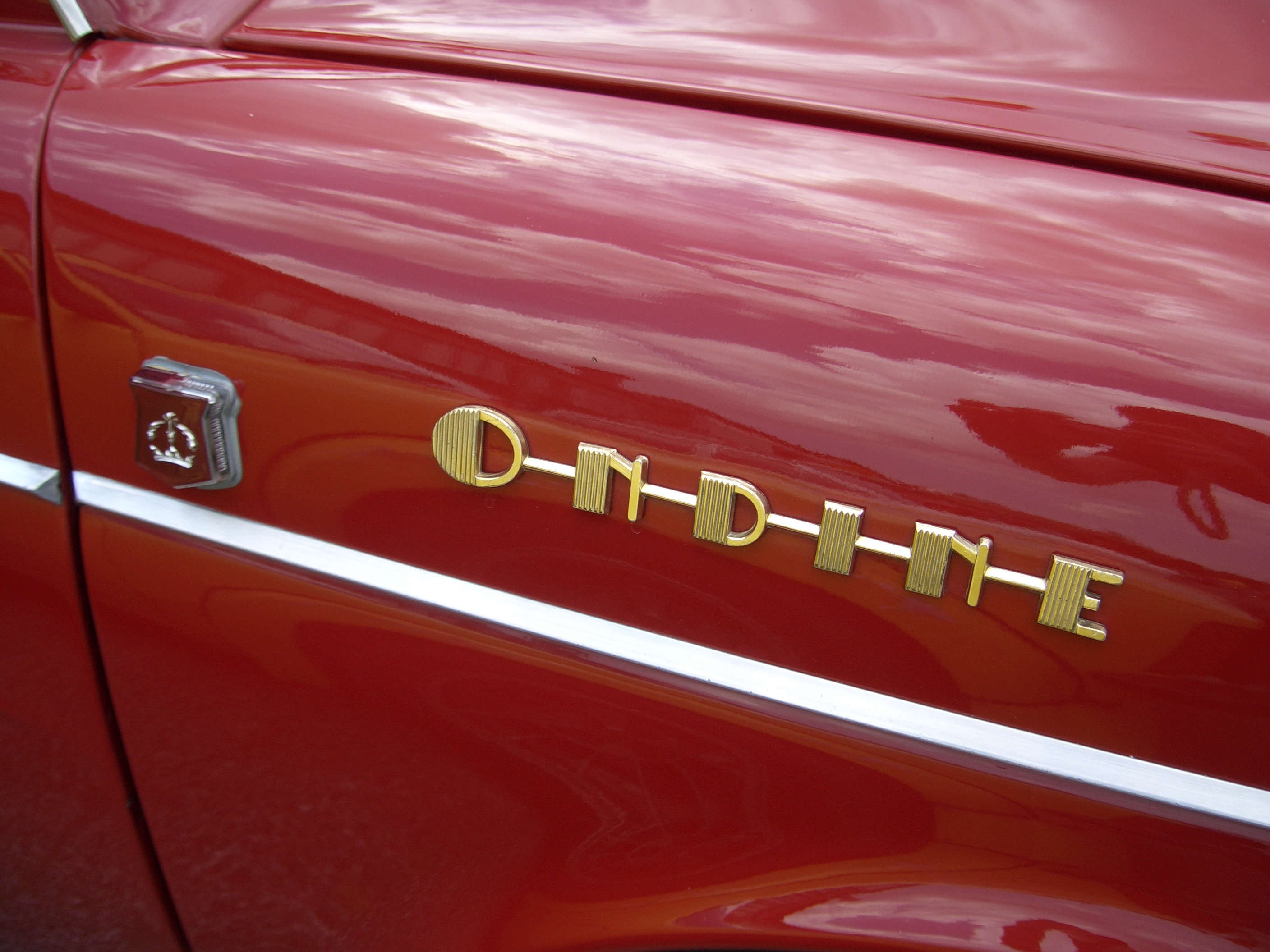
Renault Dauphine Ondine
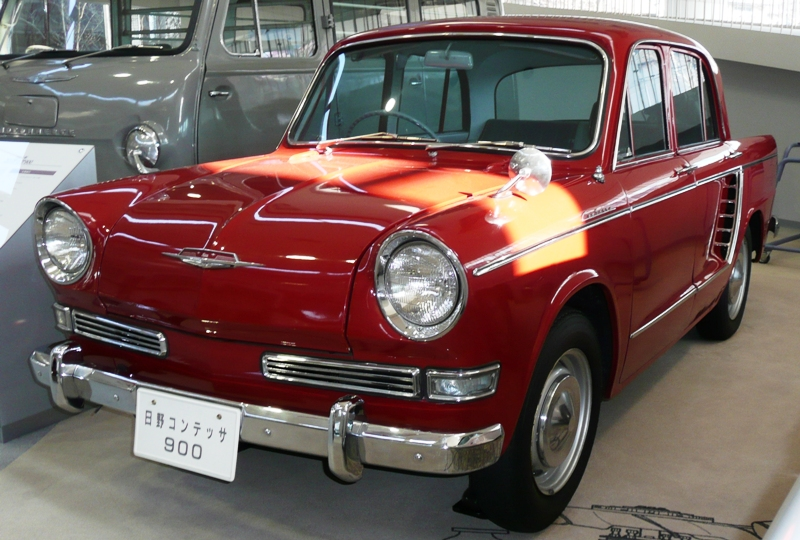
Hino Contessa 900
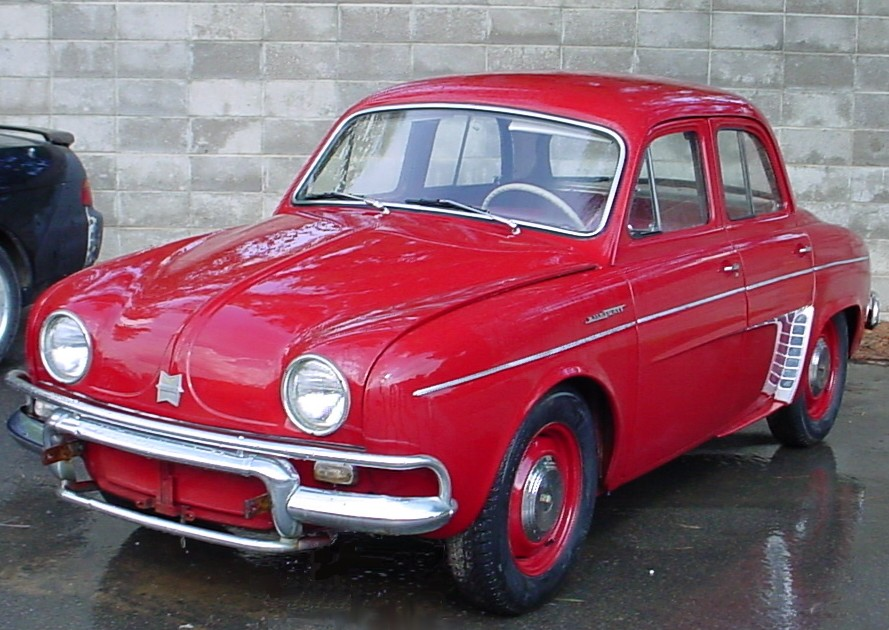
Henney Kilowatt